# لیسووو-یانووک
لیسووو-یانووک (به لاتین: Lisowo-Janówek) یک روستا در لهستان است که در گمینا دروخیچن واقع شده‌است.